# Kościół św. Antoniego Padewskiego w Gąskach
Kościół św. Antoniego Padewskiego w Gąskach – rzymskokatolicki kościół parafialny zlokalizowany we wsi Gąski w gminie Olecko (województwo warmińsko-mazurskie). Funkcjonuje przy nim parafia św. Antoniego Padewskiego.

## Historia

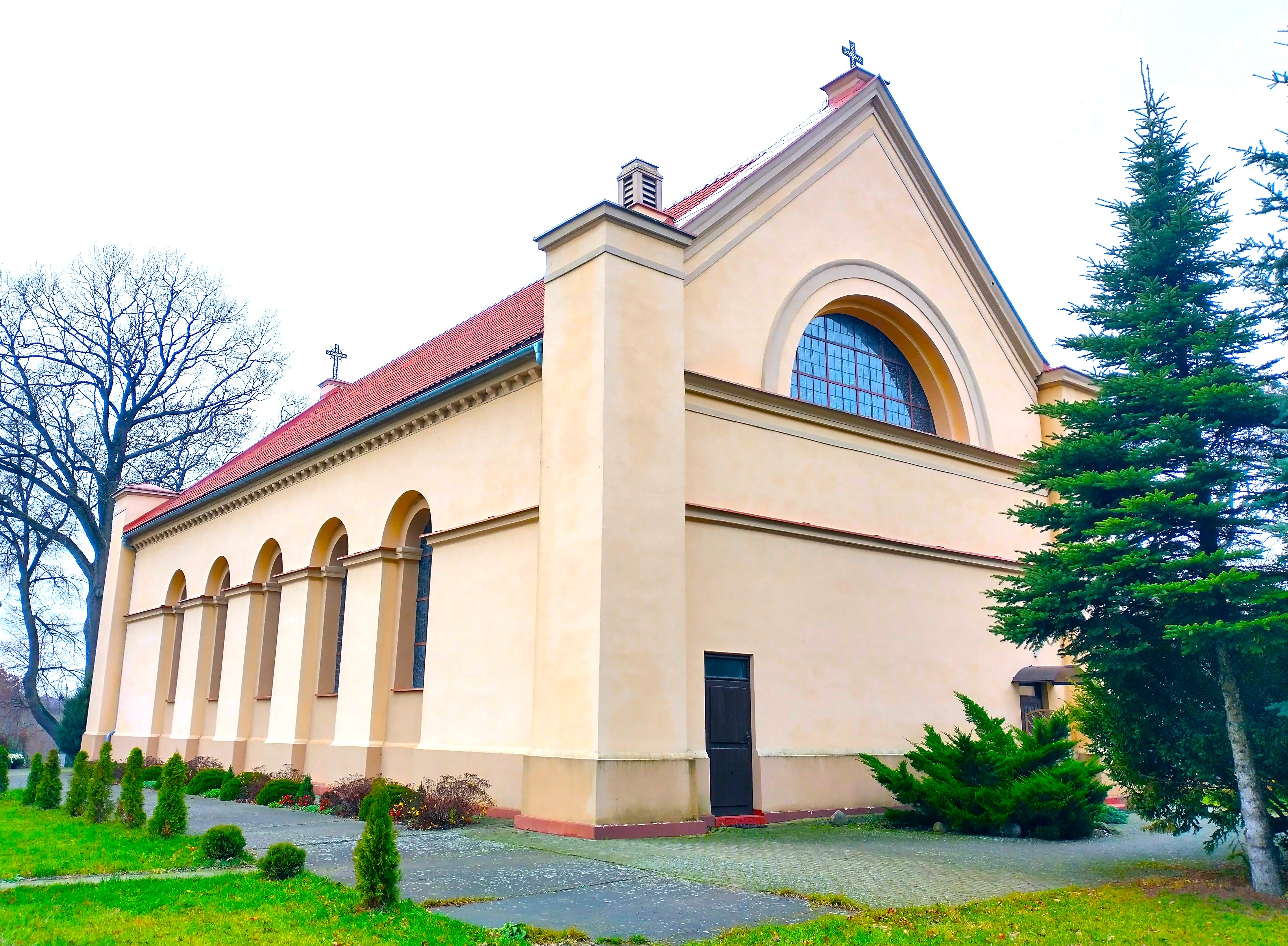
Elewacja tylna

W 1741 utworzono we wsi parafię ewangelicką (wówczas całkowicie polską) oraz wzniesiono pierwszy kościół z drewna. Obecna, klasycystyczna, murowana świątynia została zbudowana w latach 1831-1833. Na początku XX wieku do korpusu nawowego dobudowano wieżę.
W 1945 wieś została zasiedlona przez ludność polską wyznania rzymskokatolickiego. W tym czasie poprotestancki obiekt przejęli katolicy. Erygowania parafii dokonał w 1962 biskup Tomasz Wilczyński.

## Architektura
Halowy kościół ma wyodrębnione prezbiterium, do którego od strony północnej przylega zakrystia z wieżą. Korpus nawowy jest podzielony kolumnami, które wspierają balkony, co robi wrażenie istnienia trzech naw. 
We wnętrzu obiektu ulokowano dwa ołtarze (jedyny boczny znajduje się po stronie północnej). Nastawę ołtarza głównego wykonano w latach 50. XX wieku w Giżycku.
Obok kościoła stoi klasycystyczna plebania.